# ViewVC

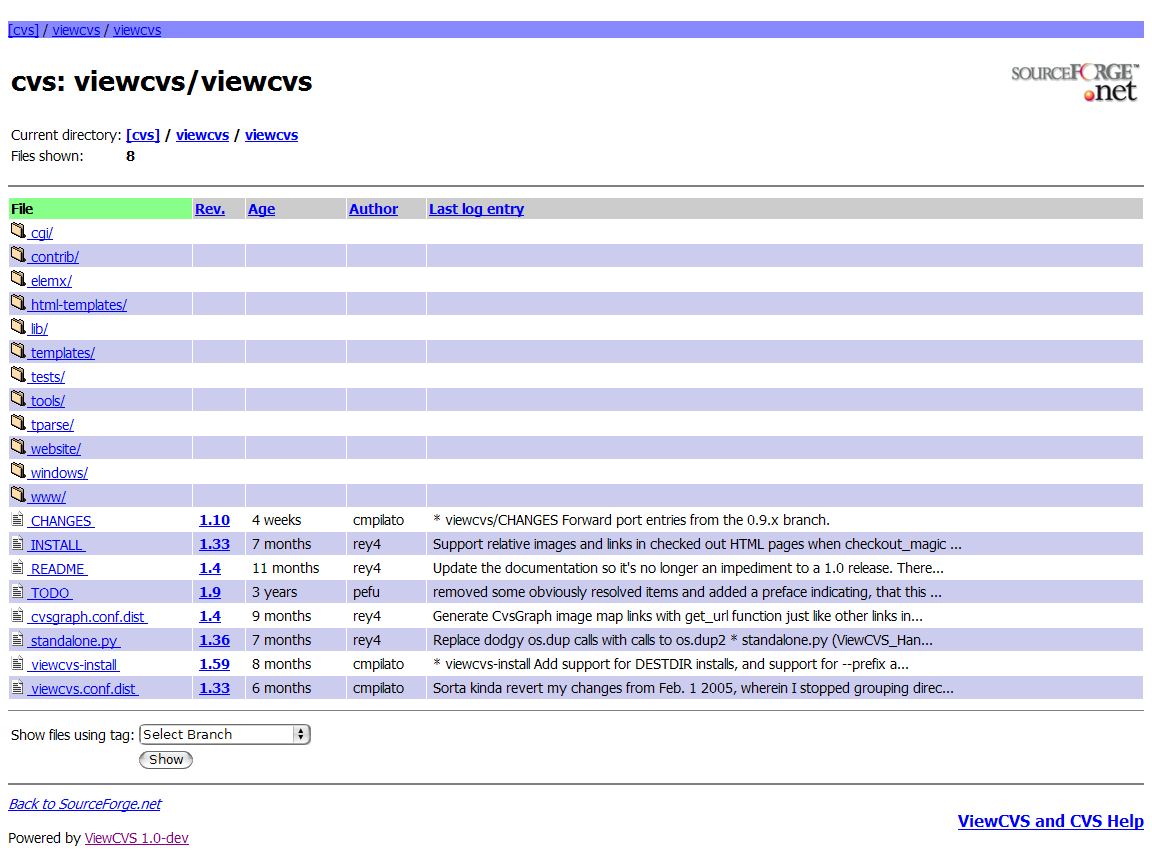

ViewVC es una interfaz de navegador para repositorios de control de versiones CVS y Subversion. Genera plantillas HTML para presentar directorios navegables, revisión, y para cambiar listados de registros. Puede mostrar versiones específicas de archivos así como diferencias entre esas versiones. Básicamente, ViewVC provee la mayor parte de las funcionalidades tipo reporte que se esperarían de una herramienta de control de versiones.